# ران ساساکی
ران ساساکی (انگلیسی: Run Sasaki؛ زادهٔ ۲۱ مارس ۱۹۵۶) صداپیشه اهل ژاپن است.